# Торговля людьми в Непале
Торговля людьми в Непале — преступная индустрия, действующая как в самом Непале, так и в других странах (Азия, Ближний Восток), результатом которой является попадание мужчин, женщин и детей из Непала в рабство, в том числе в сексуальное рабство в результате работорговли. Торговля людьми в Непале осуществляется с целью эксплуатации жертв:
- в проституции или других формах сексуальной эксплуатации,
- с использованием принудительного труда (домашнее рабство).

По распространённости рабства (2018 год) Непал занимает 55-е место из 167 стран, предоставивших данные, т.е. его индекс рабства 55/167 (для сравнения в США 166/167). Оценочное число людей, живших в Непале в состоянии рабства (2018 год)—171 тыс. человек.
С 2001 года «Управлением Госдепартамента США по мониторингу и борьбе с торговлей людьми» Непалу был присвоен «уровень 2», к 2022 году изменений не произошло.

## Обзор торговли людьми в Непале
Торговля людьми является самой быстрорастущей криминальной отраслью в мире, уступающей только торговле наркотиками и оружием. Все страны затронуты как страны:
- происхождения;
- назначения;
- и происхождения и назначения.

Непал, как развивающаяся страна с высоким уровнем бедности (38-я из 167 стран, оценка на 2010 год), служит страной происхождения для более развитых стран.
Ежегодно около 600 000—800 000 человек становятся жертвами торговли через национальные границы по всему миру, 80 % из них составляют женщины и девочки .Около 1,2 миллиона жертв торговли людьми являются несовершеннолетними: около 43 % продаются для коммерческой сексуальной эксплуатации, 32 % — для принудительного труда, а 25 % — для сочетания того и другого. Непальских жертв продают в Непале, на Ближнем Востоке и даже в Европе, а также в других регионах, таких как Малайзия, заставляя становиться проститутками, домашней прислугой, нищими, фабричными рабочими, шахтерами, артистами цирка, детьми-солдатами и другими.

## Направления

### В Непале

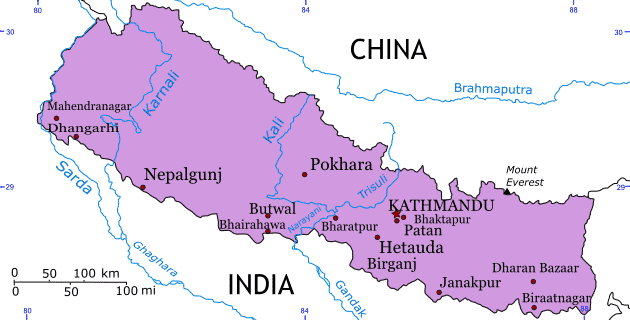
Карта Непала

Жертв торговли людьми в Непале часто доставляют из сельской местности в городские центры.
Сексуальная эксплуатация
С 2009 составляются отчёты том, что молодых непальских девушек и женщин продают для сексуальной эксплуатации в кабинки/танцевальные рестораны, массажные салоны и другие места в туристическом секторе Непала, где также находится много женщин, которые добровольно занялись секс-работой, но позже им не разрешили уйти, и они оказались в рабских условиях.
По данным НПО, сексуальная эксплуатация детей в коммерческих целях (на 2021 год) —серьезная проблема: мальчики и девочки живут на улице и эксплуатируются, в том числе сексуально, в том числе туристами, а также несовершеннолетние девочки работают в танцевальных барах, массажных салонах и ресторанах-кабинках (иногда прикрывающих публичные дома), и они же подвергаются аресту за коммерческую сексуальную эксплуатацию.Специального закона против детской порнографии не существует, но закон предусматривает, что никто не может вовлекать или использовать ребёнка для аморальной профессии, а фотографии нельзя делать или распространять с целью вовлечения ребёнка в аморальную профессию.
Принудительный труд
Жертвы часто попадают на ковровые и швейные фабрики, потогонные вышивальные мастерские, кирпичные заводы т.д..
НПО отметили проблему незарегистрированных детских домов (11 000 детей проживают в 489 детских домах), использующих детей для принуждения к попрошайничеству. Лица, руководящие этими детдомами, имеют политические связи и пользуются благосклонным отношением в своем сообществе, после ареста не привлекаются к ответственности.

### Через границу в Индию

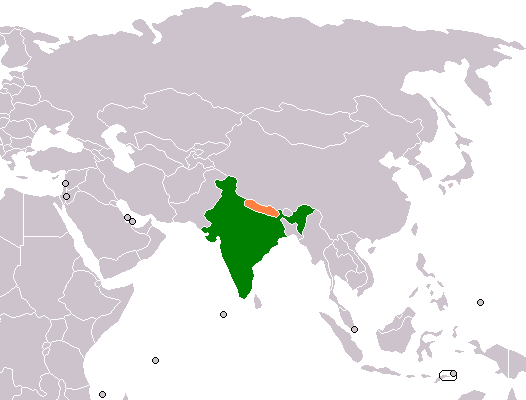
Граница между Непалом и Индией является одним из самых оживленных мест торговли людьми.

1850 километров открытой, прозрачной границы между Непалом и Индией делают простой торговлю людьми и трудной поимку работорговцев. Не существует иммиграционного контроля для непальцев, мигрирующих в Индию, или индийцев, прибывающих в Непал в соответствии с Договором о мире и дружбе 1950 года между Индией и Непалом. Индия является не только страной назначения, но и страной транзита для непальских и бангладешских женщин, проданных в Пакистан, Западную Азию и на Ближний Восток, а также для женщин, проданных из Российской Федерации в Таиланд.
Сексуальная эксплуатация
По данным детского фонда ООН ЮНИСЕФ (на 2020 год)— 7 тысяч непальцев в год продают в Индию, в публичных домах Индии работают до 200 000 непальских жертв торговли людьми. Непальские девушки считаются более привлекательными из-за более светлого цвета кожи. Есть поверье, что непальские девственницы способны вылечить СПИД.
Принудительный труд
В 2011 году жертв продавали для работы в цирках, сельском хозяйстве и других производственных секторах.

### За границей (кроме Индии)
Жертв, особенно девочек и женщин, продают в Саудовскую Аравию, Малайзию, Гонконг, Россию, Пакистан, Объединённые Арабские Эмираты и другие страны Персидского залива. Китай также стал новым центром для непальских жертв. В зарубежных странах, не входящих в Индию, жертвы чаще всего становятся жертвами торговли людьми в целях сексуальной эксплуатации, особенно в публичных домах. Также широко распространена трудовая эксплуатация жертв в неорганизованных, неформальных секторах в странах Персидского залива, например, в качестве домашней прислуги.

## Типы трафика

### Секс-торговля
Торговля людьми с целью сексуальной эксплуатации особенно распространена в Непале и Индии: ежегодно в Индию продают около 7 тыс. женщин и девочек.
Характеристики жертв секс-эксплуатации:
- бедность,
- неграмотность,
- малое количество членов семьи, способных зарабатывать,
- достаточно большой возраст.

Девочки младшего возраста эксплуатируются в домашнем и ручном труде, а также в цирке. В 2004 году от 150 000 до 200 000 непальских женщин и девочек ежегодно продавались в индийские публичные дома. Продажная цена девушек колебалась от 50 000 до 70 000 индийских рупий. Чем моложе девушка, тем выше была цена, за которую её продавали. После продажи девушки становились собственностью владельца публичного дома до возврата уплаченной за них суммы. Девушкам, проданным для секс-работы, может быть предоставлена небольшая порция еды, а иногда и небольшая сумма денег, однако владельцы публичных домов могут получать от 90 % до 95 % заработка девочек, обслуживающих в среднем 14 клиентов в день, минимум 3 и максимум 40 мужчин.

### Принудительный труд

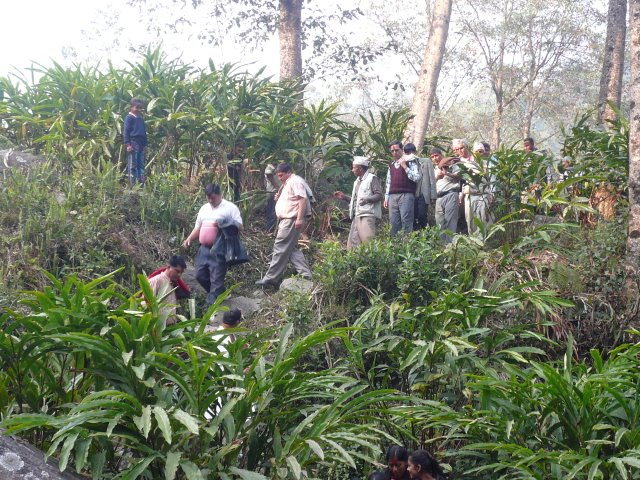
Принудительный труд в Непале широко распространен в сельском хозяйстве.

Согласно консервативной оценке Международной организации труда, около 2,4 миллиона человек, в подавляющем большинстве женщин и девочек, в настоящее время заняты принудительным трудом в результате торговли людьми, создавая во всем мире индустрию стоимостью 32 миллиарда долларов США.
В Непале рабство было одной из старейших форм принудительного труда, скрытого, в основном, в нелегальной экономике, из-за чего трудно было оценить его масштабы.
Кабальный труд
В Непале исторически широко распространён кабальный труд, также известный как долговая кабала. Несмотря на запрет на кабальный труд, введенный в 2000 году, люди продолжали отдавать себя в рабство в качестве средства погашения ссуды, работая за очень небольшую плату или вообще бесплатно, из-за чего погашение ссуды оказывалось невозможным.
В Непале кабальный труд чаще всего встречался в сельском хозяйстве, но его также можно было обнаружить в печах для обжига кирпича, домашней работе, вышивальных мастерских, чайных и небольших ресторанах.
К 2022 году правительство Непала объявляет большинство случаев транснациональной торговли людьми трудовыми нарушениями, рассматривает дела в административном порядке через Министерство труда, занятости и социального обеспечения (МЗЗС), вынося неадекватно мягкие приговоры для виновных вместо уголовного расследования.
Детский труд
Детский труд традиционно распространен в Непале. По оценкам, в стране насчитывается 1,1 миллиона работающих детей в возрасте от 5 до 17 лет (2018). Примерно три четверти из них моложе 14 лет, и большинство из них — девочки.
Скачки на верблюдах очень популярны в странах Аравийского полуострова, управляют «гоночными верблюдами» мальчики-жокеи, выходцы из стран Азии, в том числе и из Непала, чей вес не должен превышать 25 килограммов, поэтому их возраст моложе десяти лет.

## Характеристики жертвы
Критерии уязвимых групп в Непале связаны с:
- человеческим развитием (бедность, экономические ресурсы, знания и здоровье);
- исключением (экономическим, политическим, гражданским/культурным);
- слабой индивидуальной защитой (физической и правовой).

Однако страдают и обеспеченные женщин из высших каст.
По критерию человеческого развития жертвами становятся женщины и девочки:
- с ограниченными экономическими возможностями,
- низким уровнем образования,
- низким социально-экономическим и культурным статусом,
- вовлеченные в маргинальный образ жизни,
- лица с ограниченными возможностями,

К 2021 году в Непале 59 этнических и кастовых групп коренных национальностей (примерно 36 % населения) не имеют надлежащей защиты.
Жертвами торговли людьми по критерию исключения чаще всего становились женщины и девочки из:
- касты далитов (неприкасаемые),
- этнических меньшинств («джанаджати»),
- коренных народов Непала,
- религиозных меньшинств.

Жертвы торговли людьми по критерию, связанному со слабой индивидуальной защитой:
- жители из средне- и дальнезападных регионов развития,
- проживающие в районах, подверженных изменению климата и стихийным бедствиям[20],
- покинутые мужьями или родителями,
- жертвы жестокого обращения и насилия[10],

Жертвы попадаются в ловушки:
- обещаний лучшей работы в Индии, Дубае, Саудовской Аравии;
- ложных браков;
- выплаты долгов, иногда под видом приданого для брака[10][21], девочек часто рассматривают как семейный товар, который можно покупать и продавать как собственность.

Жертвы получают небольшую плату или вообще не получают за свою работу, работают в опасных условиях в течение чрезвычайно длительного периода времени и подвергаются физической и психологической угрозе. Похитители часто держат жертв в долговой кабале, что означает, что они вынуждены выплачивать долг своим семьям или плату за транспорт. Жертвы иногда убегают из плена, спасаются полицейскими рейдами или освобождаются похитителями, когда их считают слишком старыми, чтобы приносить прибыль.

## Характеристики трафик-менеджера
В 2001 году считалось, что организованные преступные группы и «брачные посредники» являются основными торговцами людьми в Непале, о роли родителей и других родственников было известно мало.
В 2011 году Доктор Гилли Маккензи из «Управления ООН по борьбе с организованной преступностью» в отчете за 2011 год подчёркивал роль ближайшего окружения жертвы в торговле людьми:
Торговцы людьми часто происходят из тех же мест или районов, откуда продаются девочки и женщины. Это и мужчины, и женщины, и чаще всего это люди, которых жертва знает: соседи, родственники, друзья и даже родители.
В настоящее время сеть торговцев людьми организована от деревни до рабочих мест и сотрудничает с:
- политиками,
- чиновниками,
- полицией,
- таможней,
- зарубежными вербовщиками/агентами,
- транспортными агентствами,
- агентствами по усыновлению и т. д..

Торговцы людьми часто получают подлинные юридические документы для жертв, которых они продают, но отбирают их у жертв после пересечения границы.
Используются:
- ложные обещания хорошо оплачиваемой работы,
- ложные обещания любви и брака,
- «опекунство» для девочек и женщин под предлогом оказания им медицинской помощи или направления их к мужу или родственникам в Индии" .

Характеристики торговцев людьми в Непале:
- возраст от 26 до 35 лет,
- 95 % состоят в браке,
- 84 % не имеют среднего образования
- раньше занимались сельским хозяйством, а затем наемным трудом, услугами или вели бизнес.

## Факторы риска торговли людьми

### Экономические факторы
- бедность является одним из самых серьёзных факторов риска, 38 % населения Непала живут за чертой бедности или ниже её[22],
- отсутствие возможностей трудоустройства, особенно в сельской местности, вынуждают отдельных лиц или семьи мигрировать в более городские районы или соглашаться на удаленные предложения работы[23], миграция из села в город повышает риск стать жертвой торговли людьми,
- рост ковровой промышленности в Непале, как крупнейшей валютной отрасли, создал спрос на дешёвый детский и рабский труд; затем фабрики стали транзитными центрами для торговли девушками в Индию[10].

### Культурные факторы
Традиции, экономические потребности и низкий статус женщин способствуют продолжению практики торговли людьми.
- Наиболее уязвимыми являются дети коренных народов, меньшинств и низших каст[24]. В индуистской кастовой системе нет касты проституток: однако на юго-западе Непала женщины из общины бади традиционно участвовали в культурных представлениях, а также оказывали сексуальные услуги местным королям, религиозным лидерам и землевладельцам[10], поэтому община бади была включена в трансграничную сеть торговли людьми в целях сексуальной эксплуатации[25],
- Патриархальные социальные нормы, ценности, взгляды и модели поведения поощряют торговлю людьми и делают женщин и девочек уязвимыми[10]. У женщин в Непале меньше возможностей для получения образования, профессиональной подготовки и трудоустройства, чем у мужчин; семьи ценят мальчиков как актив, но рассматривают девочек как финансовое бремя из-за обязательного приданого при выдаче замуж, продавая своих дочерей торговцам людьми или отправляя их в юном возрасте на работу и требуя денежные переводы семье,
- Терпимость к домашнему и сексуальному насилию создаёт препятствия для жертв, которые не могут изменить обстоятельства жестокого обращения или обратиться за эффективной правовой помощью,
- Разведённые, брошенные женщины, жертвы изнасилования или секс-работники сталкиваются со значительной стигматизацией, подвергаются остракизму со стороны своих семей и общин, что делает их уязвимыми для торговли людьми[23].

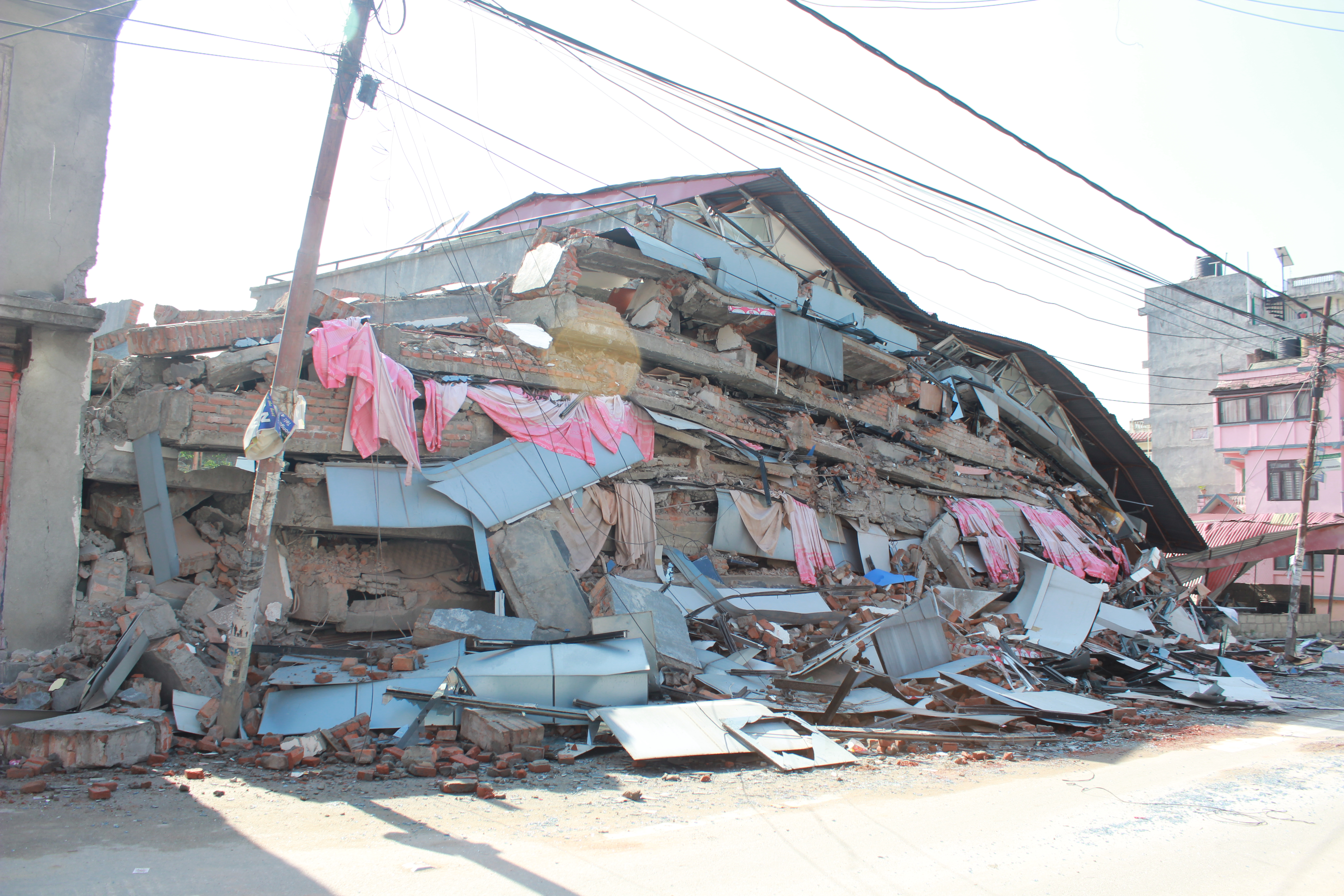
Некоторые разрушения, вызванные землетрясением в Непале в 2015 г.

### Гуманитарные кризисы
Землетрясение 2015 года
Землетрясение в Непале в апреле 2015 года и его повторные толчки привели к тому, что около полумиллиона домов были разрушены. После землетрясения 461 девушка, как сообщает Maiti Nepal, большинство из них были моложе 18 лет, пропали без вести после пересечения границы с Индией.
Кризис COVID-19
Кризис COVID-19 повлиял на реальную заработную плату во всём мире, привёл к отрицательному значению роста её величины, из-за распространения COVID-19 в Непале экономика Непала (зарубежные инвестиции, туризм, промышленность, строительную индустрию и торговлю) значительно пострадала от пандемии. Закрытие границ и ограничение транспортного сообщения, приостановка выдачи туристических виз сдерживало не только трудовую миграцию непальцев, но и торговлю людьми.
НПО сообщили, что ограничения на транспортировку и требования к тестированию на пандемию затруднили получение заявлений и свидетельских показаний потерпевших.
Как результат, Правительство сообщило, что рассмотрение большинства дел о торговле людьми в окружных судах в условиях пандемии занимало один год.

## Проблемы выживших после торговли людьми
Для выживших жертв сложно выйти из положения, связанного с торговлей людьми. После выхода они могут столкнуться с множеством проблем, пытаясь вернуться к нормальной жизни. Рабство оставляет после себя социальные и физические последствия.

### Физические последствия рабства
В 2004 году изучался воспринимаемый стресс, стиль преодоления и симптомы тревоги и депрессии у ВИЧ-позитивных непальских женщин, которые ранее были работниками коммерческого секса. В 2008 году были исследовано психическое здоровье женщин, переживших торговлю людьми в Непале. Выявились следующие последствия рабства:
- эмоциональные травмы, ведущие к посттравматическому стрессовому расстройству (ПТСР), депрессия, тревога, наркомания[30]. Женщины, пережившие торговлю людьми, значительно более подвержены депрессии и тревоге по сравнению с жертвами других видов травмирующих событий[29]. Тревога, депрессия и посттравматическое стрессовое расстройство, как правило, более распространены среди секс-работников по сравнению с теми, кого продают для работы, не связанной с сексом[29].
- физические травмы из-за длительного жестокого обращения,
- повышенный риск инфекций, передающихся половым путем (ИППП), включая туберкулез и ВИЧ/СПИД[30][31]. Наблюдается «концентрированная эпидемия» ВИЧ, с гораздо более высокими показателями распространенности, среди секс-работников (Документ Организации Объединённых Наций 2002 года «Национальная стратегия Непала по ВИЧ / СПИДу»), хотя в Непале (данные 2004 года) низкий уровень распространенности ВИЧ среди взрослого населения[14]. Около 30-38 % жертв торговли людьми в целях сексуальной эксплуатации являются ВИЧ-позитивными, что значительно выше, чем среди лиц, не занимающихся секс-бизнесом, и среди тех, кто занимается секс-бизнесом без принуждения[32][33]. В отличие от незащищенных секс-работников, жертв торговли людьми принуждают к незащищенным половым контактам с клиентами[29]. Более 50 % ВИЧ-позитивных женщин в Непале — женщины, депортированные после работы в секс-индустрии в Индии[34]. Как только у этих женщин диагностируют ВИЧ, они сталкиваются со стигматизацией, отторжением и социальной изоляцией, что затрудняет реинтеграцию в общество, если им удаётся уйти от секс-бизнеса[14].

### Социальные последствия
Оставшиеся в живых считают брак наиболее надежной и желаемой стратегией социальной реинтеграции; некоторые скрывают свою предыдущую жизнь и ВИЧ-статус от новых мужей Из-за стигматизации, отсутствия навыков и образования, в сочетании с ограниченными возможностями занятости и средств к существованию многие выжившие снова начинают заниматься секс-бизнесом.
Трудности адаптации:
- выжившие, не имеющие статуса гражданства, ограничены в своих возможностях для обращения в суд и не имеют права на участие в большинстве государственных программ по сокращению бедности[22],
- даже получив помощь от НПО, многие женщины сообщают об отсутствии возможностей для заработка[22],
- стигматизация выживших, несмотря на то, что их к секс-рабству принудили[21] приводит к изгнанию возвратившихся в родные деревни.

## Усилия правительства по борьбе с торговлей людьми
В Конституции Непала закреплено право на равенство и свободу от эксплуатации, а также запрещена торговля людьми.
Запрещены:
- торговля людьми:
- высылка человека из Непала с целью продажи;
- лишение законного опекуна: лицо моложе 16 лет или психически больное лицо не может быть принудительно отделено от своего законного опекуна;
- рабство и кабальный труд .

### История борьбы с торговлей людьми в Непале
В 1986 году в Непале «Законом о борьбе с торговлей людьми» была установлена уголовная ответственность за продажу и покупку людей и положения о реабилитации и интеграции жертв. Закон определял термин «торговля людьми» (продажа или покупка человека для любых целей; принуждение кого-либо к проституции с получением прибыли или без таковой; незаконное расчленение человеческих органов и занятие проституцией. Виновным грозило до 20 лет лишения свободы. Вербовка путем обмана для целей подневольного труда не являлось уголовно наказуемым деянием в этом законе, если только это не было связано с проституцией, торговля людьми в целях сексуальной эксплуатации приравнивалась к секс-работе, компенсации и защита истцов были неадекватными. Не предусматривалось уголовной ответственности за разлучение несовершеннолетних с их законными опекунами с целью торговли ими.
Закон Непала о труде 1992 года и Закон о Национальной комиссии по правам человека 1993 г. касался также торговли девочками и принудительного детского труда. В дальнейшем законы совершенствовались.
В 2001 году Непал был определён, как страна происхождения женщин и детей, являющихся предметом международной торговли, ему был присвоен уровень 2. Бедных, необразованных молодых женщин из сельских районов Непала продавали в Индию для работы проститутками и кабального труда. Граждан Непала также продавали в Гонконг, Таиланд и страны Ближнего Востока. Не было ни одного закона, наказывающего за приём жертв торговли людьми. Открытая граница с Индией без строгого пограничного контроля, коррупции пограничников и правоохранительных органов способствовала торговле людьми. Правительство предоставляло ограниченное финансирование НПО для оказания помощи жертвам в виде реабилитации, медицинского обслуживания и юридических услуг. Правительство ввело ограничения на поездки женщин в некоторые страны для работы в качестве домашней прислуги в связи с имевшими место в прошлом случаями жестокого обращения с такими женщинами. Группы по защите прав женщин опротестовали запрет как дискриминационный.
В 2003 году Непал не принял международный Палермский протокол о торговле людьми (2003 г.), который предлагает широко принятое рабочее определение торговли людьми как применение силы, принуждения и мошенничества с целью эксплуатации человека с целью получения прибыли, но в 2020 году всё-таки присоединился к нему.

### Действующие законы (на 2022 год)
Ни один из действующих законов не предусматривает достаточно строгих наказаний.
Закон о детском труде 2000 г. криминализировал принудительный детский труд и предусматривает наказание в виде тюремного заключения на срок до одного года, штрафа в размере 50 000 NPR (419 долларов США) или и того, и другого.
Закон 2002 года о кабальном труде отменил кабальный труд и предусмотрел гражданско-правовые санкции в виде штрафа в размере от 15 000 до 25 000 NPR (126—209 долларов США).
Закон 2007 года о торговле людьми
В 2007 году правительство немного активизировало усилия правоохранительных органов по борьбе с торговлей людьми, приняв Закон 2007 года о торговле людьми и перевозке (контроле) (HTTCA). Данный закон криминализирует некоторые формы торговли людьми в целях сексуальной эксплуатации и торговли людьми с целью трудоустройства, однако термин «торговля людьми», данный HTTCA, несовместим с международным определением, так как:
- не включает демонстрацию силы, мошенничество или принуждение как существенный элемент основного правонарушения;
- прямо не касается принудительного труда.

Закон отдельно определил «перевозку людей» как изъятие человека из дома или места жительства силой, обманом или принуждением в целях проституции или содержание человека в качестве раба или подневольного труда. HTTCA предусматривает наказания в виде тюремного заключения на срок от пяти до 20 лет и штраф, которые являются достаточно строгими и, в отношении торговли людьми в целях сексуальной эксплуатации, соизмеримы с наказаниями, предусмотренными за другие серьёзные преступления, такие как изнасилование.
Закон 2007 года о трудоустройстве за границей (FEA) криминализировал мошеннический и обманный набор непальских рабочих для работы за границей и часто использовался в делах вместо HTTCA. Штрафы, предусмотренные этим законом, были значительно ниже, чем предусмотренные HTTCA.
Закон о труде 2017 года, за исполнением которого следят специализированные суды по трудовым спорам, криминализировал принудительный труд и предусмотрел наказания в виде лишения свободы на срок до двух лет, штрафа в размере до 500 000 непальских рупий (NPR) (4190 долларов США) или и того, и другого.
Палермский протокол по правам человека
В июне 2020 года Непал присоединился к Палермскому протоколу по правам человека.

### Проблемы с правоприменением
С 2010 года, несмотря на усилия по принятию законов о борьбе с торговлей людьми, отсутствие правоприменения остаётся одним из самых серьёзных препятствий на пути борьбы с торговлей людьми в Непале.
Грубая неосведомленность по гендерным вопросам, отсутствие концептуальной ясности по вопросам торговли людьми, нехватка квалифицированных кадров, коррупция, политическое давление и отсутствие координации между полицией и прокуратурой препятствуют борьбе с торговлей людьми в Непале
Трудности на пути борьбы с торговлей людьми в Непале:
- правительство и общество склонны осуждать женщину за проституцию и преуменьшать роль торговцев людьми в этом преступлении;
- чиновники государственной полиции коррумпированы;
- сутенеры поддерживают тесные отношения с полицией и политиками в связи с их деятельностью по торговле людьми[30];
- «выжившие» редко выдвигают обвинения, не доверяя правоохранительным механизмам[38];
- пострадавших и свидетелей запугивают и преследуют во время судебного разбирательства, отсутствуют механизмы защиты пострадавших[10];
- В 70 % случаев торговли людьми полиция представляет отчет о расследовании государственному прокурору в последний день представления отчета о расследовании в суд (данные «Форума женщин, права и развития» (FWLD) и Фонда Организации Объединённых Наций для развития в интересах женщин (UNIFEM))[10];
- в 23 % зарегистрированных дел о торговле людьми государственный прокурор не являлся на слушания;
- на уровне судебного разбирательства дела задерживаются из-за недостаточности доказательств, чрезмерной задержки судебного процесса и неисполнения приговора;
- после рейдов по торговле людьми в Индии многих женщин немедленно депортировали (данные на 2010 год) на родину в Непал, прежде чем они могли дать показания против торговцев людьми, при этом суды Непала не обладают юрисдикцией в отношении владельцев публичных домов в Индии, которые являются одной из основных движущих сил торговли людьми.

Количество уголовных дел несопоставимо с масштабами торговли людьми в Непале(7 тыс. человек в год). В течение финансового года в Непале с 16 июля 2020 г. по 15 июля 2021 г. полиция провела 134 расследования с участием 162 подозреваемых, а окружной прокурор возбудил судебное преследование в отношении 300 подозреваемых по 146 делам. Окружные суды осудили 164 торговцев людьми по 72 делам и оправдали 189 человек по 87 делам в соответствии с HTTCA. В общей сложности 214 дел с участием 501 обвиняемого оставались незавершенными. Для сравнения: за предыдущий отчетный период полиция возбудила 97 расследований в отношении 240 подозреваемых, а окружной прокурор возбудил судебное преследование 415 подозреваемых по 170 делам, в результате чего были осуждены 202 торговца людьми по 88 делам.

### Другие действия правительства
Правительство Непала разработало Национальный план действий (НПД) по борьбе с торговлей детьми и женщинами для сексуальной и трудовой эксплуатации в 1998 году, пересмотрело его в 2001 г., внеся в него восемь направлений деятельности и поручив Министерству по делам женщин, детей и благосостояния реализацию этого плана.
В 2002 году был создан Офис Национального докладчика по вопросам торговли женщинами и детьми (ONRT) при Национальной комиссии по правам человека (НКПЧ), в обязанности которого входит мониторинг инициатив по борьбе с торговлей людьми. Правительство направляет усилия на сокращение бедности, как основную причину торговли людьми . Правительство также управляет приютами в сотрудничестве с НПО.
В 2018 году было создано Непальское бюро по борьбе с торговлей людьми (AHTB), представляющее собой специализированное полицейское подразделение, занимающееся преступлениями, связанными с торговлей людьми.
НПО в Непале:
- Change Nepal ,
- Maiti Nepal,
- 3 Angels Nepal,
- ABC Nepal,
- Национальная сеть по борьбе с торговлей девушками (NNAGT),
- Shakti Samuha.

Их основные направления работы включают исследования и документирование торговли людьми; защита и лоббирование реформы политики; повышение осведомленности в обществе; создание справочных служб; создание и функционирование системы наблюдения за населением; расширение прав и возможностей сообщества и уязвимых групп, таких как девочки и женщины; юридические услуги для пострадавших; содействие трансграничному спасению, рейдам и репатриации; создание реабилитационных центров для спасенных выживших, где они могут найти безопасное убежище, получить медицинскую и юридическую помощь, консультации и получить другие профессиональные навыки.
Программы по борьбе с торговлей людьми в Непале делятся на программы:
- профилактики,
- косвенного предотвращения (посредством семинаров, митингов, уличных театральных представлений, профилактических лагерей, взаимного обучения и групп поддержки.),
- исправления
- защиты интересов.

Программы профилактики:
- повышение осведомленности о торговле людьми,
- методы безопасной миграции,
- улучшение возможностей для получения средств к существованию,
- патрулирование границ страны.

Косвенное предупреждение осуществляется путем:
- микрокредитования
- программы защиты прав женщин,
- образовательных программ для женщин
- официального школьного обучения девочек.

### Критика НПО
- Расположение НПО, в основном, в долине Катманду, ограничивает охват сельских общин, где проживает много пострадавших и уязвимых лиц[10],
- некоторые НПО приравнивают секс-торговлю к секс-работе и миграции: после рейдов на публичные дома секс-работников иногда насильственно репатриируют, даже если они находятся там добровольно[36],
- НПО обвиняются в ограничении свободы передвижения для женщин, из-за поощрения девочек оставаться в деревнях и попытках ограничить добровольную миграцию, что ограничивает будущее молодых женщин[36][40],
- Сомнительное качество лидеров НПО, неудовлетворительная подготовка консультантов,
- Обучение традиционным навыкам, таким как шитье и пошив одежды, недостаточных для обеспечения выживших устойчивыми средствами к существованию в местной экономике и конкуренции на мировом рынке[22],
- отсутствие связи и координации, дублирование и конкуренция между НПО по борьбе с торговлей людьми, Сообщается, что только в секторе здравоохранения 82 % зарегистрированных НПО являются «бездействующими»[35].
- неэффективность распределения иностранной помощи для борьбы с торговлей людьми[35]: отсутствует подотчетность и прозрачность: нет надежной базы данных НПО, нет стандартного способа отслеживать их деятельность, расходы,
- Чрезмерное распространение пугающих историй о похищениях привело к тому, что некоторые родители забрали девочек из школы, опасаясь, что их похитят по дороге в школу; кроме того, некоторые женщины-мигранты сетуют на то, что из-за кампаний по повышению осведомленности о торговле людьми в целях сексуальной эксплуатации некоторые непальцы связывают ВИЧ / СПИД со всеми мигрантами, возвращающимися из Индии, что усиливает стигматизацию мигрантов[35].

### Критика правительства Непала в связи с торговлей людьми
В 2022 году претензии к правительству Непала в связи с торговлей людьми были следующими:
- правительство не выполнило минимальные стандарты в ключевых областях (в Законе 2007 года о торговле людьми и перевозке (контроле) (HTTCA) нет уголовной ответственность за все формы торговли людьми, как с целью трудоустройства, так и в целях сексуальной эксплуатации)
- правительство не завершило работу над проектом поправок к законам (в соответствии с Протоколом ООН по торговле людьми 2000 года.),
- защита мужчин-жертв торговли людьми и жертв транснациональной трудовой торговли оставались неадекватными по сравнению с масштабами проблемы
- правительственные чиновники принимали официальное соучастие в преступлениях, связанных с торговлей людьми (прямое соучастие и/или халатность),
- правительство по-прежнему разрешало непальским рабочим-мигрантам оплачивать сборы за трудоустройство и связанные с этим расходы, при этом предпринимались лишь некоторые меры по защите мигрантов от эксплуатации.